# Говоровский дуб
Говоровский дуб — исчезнувшее мемориальное дерево в Крыму.

## Описание

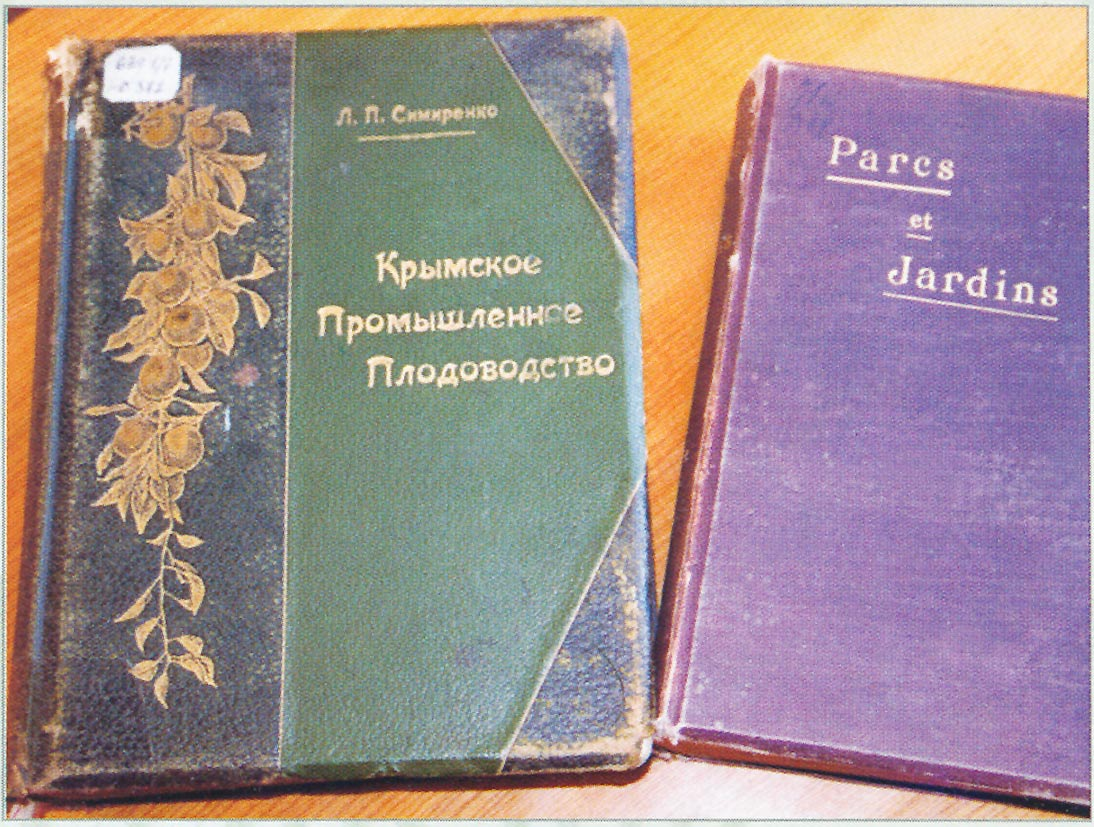
Главный источник по описанию дерева

По данным известного крымского ученого-садовника Л. П. Симиренко, в 1910 году обхват ствола дуба на уровне земли был 11 м, а на высоте 2,13 м — 11,38 м. Возраст мог составлять около 1400 лет. Рос дуб в фруктовом саду имения Говорова, принадлежавшего генерал-майору И. П. Говорову в пойме реки Бельбек у моста, село Биюк-Сюрень (современное Танковое). Окружность кроны дуба составляла 46 м. Тяжёлые ветви дерева поддерживались каменными колоннами. За огромные размеры дуб нередко называли «крымским баобабом».
Дерево было популярным экскурсионным объектом, его фотографии нередко публиковались в центральных российских журналах. Первым его измерил известный учёный Петер-Симон Паллас, а затем основатель Никитского ботсада Х. Стевен. В 1922 году уникальное дерево было срублено. По сути, Говоровский дуб был самым старым и самым большим из всех сейчас известных дубов России.

## Примечание
1. ↑  Этот географический объект расположен на территории Крымского полуострова, бо́льшая часть которого  является объектом территориальных разногласий между Россией, контролирующей спорную территорию, и Украиной, в пределах признанных большинством государств — членов ООН границ которой спорная территория находится. Согласно федеративному устройству России, на спорной территории Крыма располагаются субъекты Российской Федерации — Республика Крым и город федерального значения Севастополь. Согласно административному делению Украины, на спорной территории Крыма располагаются регионы Украины — Автономная Республика Крым и город со специальным статусом Севастополь.
2. 1 2  Симиренко, 1912, с. 96.